# Sarsia princeps
Sarsia princeps är en nässeldjursart som först beskrevs av Ernst Haeckel 1879.  Sarsia princeps ingår i släktet Sarsia och familjen Corynidae.
Artens utbredningsområde är Norra Ishavet. Inga underarter finns listade i Catalogue of Life.